# A Seat at the Table
Albums de Solange Knowles
True
(2012) When I Get Home
(2019)
Singles
1. Cranes in the Sky
Sortie : 5 octobre 2016

A Seat at the Table est le troisième album studio de l'auteur-compositeur-interprète américain de R&B Solange Knowles, sorti le 30 septembre 2016 sur les labels Saint et Columbia Records.

## Liste des titres
Toutes les chansons sont écrites et composées par Solange Knowles, excepté celles notées.
| No  | Titre                                                                                                  | Producteur(s)                                                                       | Durée |
| --- | --- | ----------------------------------------------------------------------------------- | ----- |
| 1.  | Rise                                                                                                   | - Knowles - Questlove - Ray Angry - Majical Cloudz - Raphael Saadiq                 | 1:41  |
| 2.  | Weary                                                                                                  | - Saadiq - Knowles - Sir Dylan                                                      | 3:14  |
| 3.  | Interlude: The Glory Is in You                                                                         | - Saadiq - Knowles - Sir Dylan                                                      | 0:17  |
| 4.  | Cranes in the Sky                                                                                      | - Saadiq - Knowles                                                                  | 4:10  |
| 5.  | Interlude: Dad Was Mad                                                                                 | - Knowles - Dave Longstreth - Saadiq - Sir Dylan                                    | 0:46  |
| 6.  | Mad (featuring Lil Wayne; le vers de Wayne étant écrit par Dwayne Carter)                              | - Knowles - Longstreth - Saadiq - Sir Dylan                                         | 3:55  |
| 7.  | Don't You Wait                                                                                         | - Knowles - Olugbenga - Longstreth - Sampha - Troy Johnson - Kwes - Adam Bainbridge | 4:05  |
| 8.  | Interlude: Tina Taught Me                                                                              | - Sampha - Knowles - Dave Andrew Sitek - Patrick Wimberly - Bryndon Cook            | 1:14  |
| 9.  | Don't Touch My Hair (featuring Sampha; le refrain de Sampha étant écrit par Sampha Sisay)              | - Sampha - Knowles - Sitek - Wimberly - Cook                                        | 4:17  |
| 10. | Interlude: This Moment                                                                                 | - Bainbridge - Knowles                                                              | 0:49  |
| 11. | Where Do We Go                                                                                         | - Knowles - Saadiq - Sean Nicholas Savage - Wimberly - Kwes - Sir Dylan             | 4:24  |
| 12. | Interlude: For Us by Us                                                                                | - John Kirby - Knowles                                                              | 0:52  |
| 13. | F.U.B.U. (featuring The Dream et BJ the Chicago Kid; le vers de The Dream étant écrit par Terius Nash) | - Knowles - Longstreth                                                              | 5:13  |
| 14. | Borderline (An Ode to Self Care) (featuring Q-Tip)                                                     | - Q-Tip - Knowles                                                                   | 3:02  |
| 15. | Interlude: I Got So Much Magic, You Can Have It (featuring Kelly Rowland et Nia Andrews)               |                                                                                     | 0:26  |
| 16. | Junie                                                                                                  | - Saadiq - Knowles - Kirby                                                          | 3:06  |
| 17. | Interlude: No Limits                                                                                   | - Kirby - Knowles                                                                   | 0:39  |
| 18. | Don't Wish Me Well                                                                                     | - Knowles - Sampha - Longstreth - Kwes - Bainbridge                                 | 4:15  |
| 19. | Interlude: Pedestals                                                                                   | Knowles                                                                             | 0:57  |
| 20. | Scales (featuring Kelela)                                                                              | - Knowles - Longstreth - Kwes - Wimberly                                            | 3:39  |
| 21. | Closing: The Chosen Ones                                                                               | - Knowles - Johnson                                                                 | 0:42  |

Notes
- Interlude: The Glory Is in You, Interlude: For Us by Us, Interlude: No Limits, Interlude: Pedestals et Closing: The Chosen Ones sont réalisés par Master P.
- Interlude: Dad Was Mad est réalisé par Mathew Knowles.
- Interlude: Tina Taught Me est réalisé par Tina Knowles.
- Interlude: This Moment est réalisé par Master P, Kelsey Lu, Sampha et Devonté Hynes.
- Rise comprend des vocales additionnelles de Raphael Saadiq.
- Weary comprend des vocales additionnelles de Tweet.
- Mad comprend des vocales additionneles de The Dream, Moses Sumney et Tweet.
- Don't You Wait comprend des vocales additionnelles de Olugbenga.
- Where Do We Go comprend des vocales additionnelles de Sean Nicholas Savage.
- F.U.B.U. comprend des vocales additionnelles de Tweet.
- Junie comprend des vocales non créditées de André 3000.
- Borderline (An Ode To Self Care) contient une portion de la composition de More Than a Woman, écrit par Stephen Garrett et Tim Mosley.

## Classements hebdomadaires
| Classement (2016)                   | Meilleure position |
| ----------------------------------- | ------------------ |
| Australie (ARIA)                    | 21                 |
| Belgique (Flandre Ultratop)         | 23                 |
| Belgique (Wallonie Ultratop)        | 83                 |
| Canada (Canadian Albums Chart)      | 10                 |
| Danemark (Tracklisten)              | 17                 |
| Écosse (OCC)                        | 66                 |
| États-Unis (Billboard 200)          | 1                  |
| États-Unis (Top R&B/Hip-Hop Albums) | 1                  |
| France (SNEP)                       | 74                 |
| Irlande (IRMA)                      | 28                 |
| Nouvelle-Zélande (RIANZ)            | 23                 |
| Norvège (VG-lista)                  | 30                 |
| Pays-Bas (Mega Album Top 100)       | 17                 |
| Royaume-Uni (UK Albums Chart)       | 17                 |
| Suède (Sverigetopplistan)           | 39                 |
| Suisse (Schweizer Hitparade)        | 64                 |